# Substance (Joy Division)
Substance è un album raccolta di singoli della band inglese Joy Division, pubblicato l'11 luglio 1988.

## Il disco
Il disco, uscito per l'etichetta discografica Factory Records, raggiunse la posizione numero 7 nella classifica degli album più venduti in Inghilterra. L'album raccoglie, tra gli altri, anche i quattro singoli (e conseguenti b-side) che non sono apparsi in alcun album: Transmission, Komakino, Love Will Tear Us Apart e Atmosphere.

## Artwork
Il designer Brett Wickens per la minimale copertina riprende il carattere tipografico New Alphabet creato dal grafico olandese Wim Crouwel nel 1967, facendolo così tornare in auge. Per una ragione estetica, la parola visibile è in realtà "Subst1mce" anziché "Substance". La copertina della versione del 1991 è ancora più essenziale: su sfondo nero campeggia solo la grande "s" verde del font New Alphabet.

## Tracce

### Vinile
1. Warsaw – 2:25
2. Leaders of Men – 2:35
3. Digital – 2:50
4. Autosuggestion – 6:08
5. Transmission – 3:36
6. She's Lost Control – 4:45
7. Incubation – 2:52
8. Dead Souls – 4:56
9. Atmosphere – 4:10
10. Love Will Tear Us Apart – 3:25

### CD e cassetta
1. No Love Lost – 3:43
2. Failures – 3:44
3. Glass – 3:53
4. From Safety to Where...? – 2:27
5. Novelty – 4:00
6. Komakino – 3:52
7. These Days – 3:24

## Formazione
- Ian Curtis - voce
- Bernard Sumner - chitarra, sintetizzatore
- Peter Hook - basso
- Stephen Morris - batteria